# Binnie Barnes
Pour les articles homonymes, voir Barnes.
Binnie Barnes, née Gittel Enoyce Barnes le 25 mars 1903 à Islington (Grand Londres, Angleterre, Royaume-Uni) et morte le 27 juillet 1998 à Beverly Hills (Californie, États-Unis), est une actrice d'origine britannique, naturalisée américaine.

## Biographie
Née à Londres dans une fratrie de seize enfants, elle travaille comme chorus girl (danseuse de groupe), entraineuse et infirmière. Elle émigre aux États-Unis et commence sa carrière d'actrice en 1923 dans un court métrage réalisé par Lee De Forest dans lequel celui-ci utilise le procédé sonore de son invention, le Phonofilm.
Binnie Barnes apparaîtra dans plus de soixante-dix films américains ou britanniques, de 1931 à 1954, avant trois ultimes prestations en 1966, 1968 et 1973. À la télévision, elle participe à quatre séries, entre 1951 et 1966.
Au théâtre, elle est figurante dans une revue de 1928, avant de débuter véritablement à Londres en 1929, aux côtés de Charles Laughton, dans la pièce The Silver Tassie de Seán O'Casey. Elle joue également par la suite dans des comédies musicales (voir ci-dessous).
Une étoile lui est dédiée sur le Walk of Fame d'Hollywood Boulevard.

## Filmographie
Comme actrice, sauf mention contraire
- 1923 : Phonofilm de Lee De Forest
- 1931 : Night in Montmartre (en) de Leslie S. Hiscott
- 1931 : Love Lies de Lupino Lane
- 1931 : Dr. Josser, K.C. de Milton Rosmer
- 1931 : Plus rien à perdre (Out of the Blue) de Gene Gerrard
- 1932 : Old Spanish Customers de Lupino Lane
- 1932 : Le Mystère de Covent Garden (Murder at Covent Garden) de Michael Barringer et Leslie S. Hiscott
- 1932 : The Innocents of Chicago de Lupino Lane
- 1932 : Partners Please de Lloyd Richards
- 1932 : La Rue (Down Our Street) de Harry Lachman
- 1932 : Strip! Strip! Hooray!!! or (Fun with the Sunbathers) de Norman Lee
- 1932 : The Last Coupon (en) de Frank Launder
- 1933 : Taxi to Paradise d'Adrian Brunel
- 1933 : Counsel's Opinion d'Allan Dwan
- 1933 : La Vedette et le mannequin (Heads We Go) de Monty Banks
- 1933 : La Vie privée d'Henry VIII (The Private Life of Henry VIII.) d'Alexander Korda
- 1933 : La Cuillère d'argent (The Silver Spoon) de George King
- 1933 : Their Night Out de Harry Hughes
- 1934 : Nine Forty-Five de George King
- 1934 : No Escape de Ralph Ince
- 1934 : Ce que femme veut (The Lady Is Willing) de Gilbert Miller
- 1934 : One Exciting Adventure d'Ernst L. Frank
- 1934 : Gift of Gab de Karl Freund
- 1934 : La Vie privée de Don Juan (The Private Life of Don Juan) d'Alexander Korda
- 1934 : Zone interdite (en) (Forbidden Territory) de Phil Rosen
- 1934 : L'Unique mensonge (There's Always Tomorrow) d'Edward Sloman
- 1935 : La Fiesta de Santa Barbara de Louis Lewyn (court métrage)
- 1935 : Diamond Jim, le milliardaire (Diamond Jim) de A. Edward Sutherland
- 1935 : Code secret (Rendezvous) de William K. Howard et Sam Wood
- 1936 : L'Or maudit (Sutter's Gold) de James Cruze
- 1936 : La Petite Provinciale (Small Town Girl) de William A. Wellman
- 1936 : Le Dernier des Mohicans (The Last of the Mohicans) de George B. Seitz
- 1936 : La Brute magnifique (Magnificent Brute) de John G. Blystone
- 1936 : Trois jeunes filles à la page (Three Smart Girls) d'Henry Koster
- 1937 : Breezing Home de Milton Carruth
- 1937 : Le Règne de la joie (Broadway Melody of 1938) de Roy Del Ruth
- 1938 : Le Divorce de Lady X (The Divorce of Lady X) de Tim Whelan
- 1938 : Les Aventures de Marco Polo (The Adventures of Marco Polo) d'Archie Mayo
- 1938 : Vacances (Holiday) de George Cukor
- 1938 : Trois Souris aveugles (Three Blind Mice) de William A. Seiter
- 1938 : Adieu pour toujours (Always Goodbye) de Sidney Lanfield
- 1938 : La Belle de Mexico (Tropic Holiday) de Theodore Reed
- 1938 : L'Île des angoisses (Gateway) d'Alfred L. Werker
- 1939 : Wife, Husband and Friend (en) de Gregory Ratoff
- 1939 : Dîner d'affaires (Day-Time Wife) de Gregory Ratoff
- 1939 : Les Trois Louf'quetaires (The Three Musketeers) d'Allan Dwan
- 1939 : L'Aigle des frontières (Frontier Marshall) d'Allan Dwan
- 1939 : L'Irrésistible Monsieur Bob (Man about Town) de Mark Sandrich
- 1940 : La Mariée célibataire (This Thing called Love) d'Alexander Hall
- 1940 : Voyage sans retour (’Til we met again) d'Edmund Goulding et Anatole Litvak
- 1941 : Angels with broken Wings (en) de Bernard Vorhaus
- 1941 : La Folle Alouette (Skylark) de Mark Sandrich
- 1941 : Three Girls about Town de Leigh Jason
- 1942 : I Married an Angel de W.S. Van Dyke
- 1942 : Sacramento (In Old California) de William C. McGann
- 1942 : À nous la marine (Call Out the Marines) de Frank Ryan et William Hamilton
- 1943 : Le Héros du Pacifique (The Man from Down under) de Robert Z. Leonard
- 1944 : Barbary Coast Gent (en) de Roy Del Ruth
- 1944 : Dans la chambre de Mabel (Up in Mabel's Room) d'Allan Dwan
- 1944 : Une heure avant l'aube de Frank Tuttle
- 1945 : Pavillon noir (The Spanish Main) de Frank Borzage
- 1945 : La Cinquième Chaise (en) (It's in the Bag !) de Richard Wallace
- 1946 : Deux nigauds dans le manoir hanté (The Time of their Lives) de Charles Barton
- 1947 : Quand vient l'hiver (If Winter comes) de Victor Saville
- 1948 : Le Bourgeois téméraire (The Dude goes West) de Kurt Neumann
- 1949 : Mon véritable amour (My Own True Love) de Compton Bennett
- 1949 : Les Pirates de Capri (I pirati di Capri) de Edgar G. Ulmer et Giuseppe Maria Scotese
- 1950 : À l'ombre de l'aigle (Shadow of the Eagle) de Sidney Salkow
- 1953 : Pages galantes de Boccace (Decameron Nights) d'Hugo Fregonese
- 1954 : La rousse mène l'enquête (Malaga) de Richard Sale
- 1956 : Thunderstorm (en) de John Guillermin (comme productrice, pour la seule fois à ce titre)
- 1966 : Le Dortoir des anges (The Trouble with Angels) d'Ida Lupino
- 1968 : Les Gamines explosives (Where Angels Go, Trouble Follows) de James Neilson
- 1973 : 40 Carats de Milton Katselas : Maud Ericson

## Théâtre (à Londres)
- 1928 : Charlot's Revue of 1928, revue produite par André Charlot (figuration, comme "chorus girl")
- 1929 : The Silver Tassie, pièce de Seán O'Casey, avec Charles Laughton
- 1930 : Little Tommy Tucker, comédie musicale, musique de Vivian Ellis, lyrics de Desmond Carter, livret de Caswell Garth (adaptée au cinéma en 1931, sous le titre Out of the Blue, réalisation de J.O.C. Orton et Gene Gerrard, avec Binnie Barnes)
- 1931 : Cavalcade, comédie musicale, musique et lyrics de Noel Coward et autres, livret de N. Coward, avec Mary Clare, John Mills, Una O'Connor